# 羽叶鬼灯檠
羽叶鬼灯檠（学名：Rodgersia pinnata），为虎耳草科鬼灯檠属下的一个植物种。